# Therese von der Vring
Therese von der Vring (* 22. Oktober 1894 in Freising; † 4. April 1927 in Oberstdorf; geboren als Therese Oberlindober) war eine deutsche Malerin des Expressionismus.

## Leben
Therese Oberlindober siedelte 1911 nach der Versetzung ihres Vaters in ein anderes Regiment von Freising nach Berlin über. Dort nahm sie an der Königlichen Kunstschule ein Studium der Malerei auf. An der Hochschule lernte sie den jungen Schriftsteller Georg von der Vring kennen, den sie während des Ersten Weltkrieges heiratete. Als ihr Mann in US-amerikanische Kriegsgefangenschaft kam, zog Therese von der Vring zu ihren Schwiegereltern nach Brake. Nach der Rückkehr ihres Mannes ließen sich beide in Jever nieder und arbeiteten dort als Zeichenlehrer. Zwei Kinder kamen zur Welt.
Zusammen mit ihrem Mann gründete sie in Jever die Künstlervereinigung Barke.
Mitte der 1920er Jahre erkrankte Therese von der Vring schwer an Tuberkulose. Den Folgen dieser Krankheit erlag sie während eines Kuraufenthalts im Allgäu. Therese von der Vring wurde auf dem St.-Georgs-Friedhof in ihrer Heimatstadt begraben.